# IruCa
IruCa（イルカ）は、高松琴平電気鉄道（ことでん）が運用する非接触方式ICカードを利用したストアードフェアシステムカード。同社の登録商標（日本第4775548号）である。
名称は、同社のマスコットキャラクター「イルカのことちゃん」と「ICカード」（iruka+IC）から由来する。

## 概要
2005年2月2日から四国の鉄道・バスでは初の非接触式ICカードシステムとしてサービスを開始した。キャッチフレーズは「電車もバスもスィ～ッとピッ!」。2011年8月の時点で約21万枚を発行している。ことでん沿線や高松市街の一部店舗では電子マネーとしても使用できる（詳しくは下述）。
ソニーが開発した非接触方式ICカードFeliCaの鉄道サイバネ規格（日本鉄道サイバネティクス協議会策定）準拠カードを採用している。システムの構築は東芝が手がけており、無人駅が多く旅客量の少ない地方鉄道の事情に対応した、投資コストを抑さえながら利便性を向上させた出改札システムを構築している。IruCa導入にあたり、ことでんでは（紙式の）回数券の取り扱いを全面的に取りやめ、IruCaの回数割引などに移行している。
カードの裏面に記載の番号の始めの文字はKotoDenからKDである。カード（IruCa乗車券）の図案はタイル目模様とカード上部に『IruCa』の文字を、そしてことでん及びIruCaイメージキャラクター「イルカのことちゃん」をカード右下部に配している。

## 利用可能エリア
交通機関では以下の路線・航路とレンタサイクルで利用できる。

### 鉄道線
- ことでん全線

### バス路線
- ことでんバス
  - 綾歌郡綾川町からの受託運行路線である綾川町営バスを除く
- まちなかループバス（高松丸亀町商店街・高松市・ことでんバスの共同運行）
- 小豆島オリーブバス
  - バス車内でフリーIruCaを販売。営業所窓口においてはキッズIruCaとグリーンIruCaの販売を行っている。過去に車内や営業所窓口にて「オリーブIruCa」の名称でオリジナルデザインのカードを販売していた[4]。
- 大川バス（高松引田線、五名福栄線、高松空港シャトル便）
  - 大川バスではフリーIruCaに限定して販売する。また2012年4月から「Sma IruCa-Do(スマイルカード)」の名称でオリジナルデザインのカードを限定発売する[5]。

なお、導入時からの利用可能事業者のひとつであった徳島西部交通（現在はことでんバスに吸収合併）の高松駅～塩江～穴吹駅線全区間（高松駅～塩江間はことでんバスとの共同運行）は2012年4月1日をもって休止となった。

### 航路
- 内海フェリー 草壁港～高松港　※航路休止中
- 国際両備フェリー 池田港～高松港
- 四国フェリー 土庄港～高松港

### レンタサイクル
- 高松市営レンタサイクル
  - 「サイクルIruCa」の名称で市営レンタサイクル施設で発売する[7]。

## 沿革
- 2002年2月25日 - JR四国と私鉄3社で使用できる共通のICカードを2014年を目処に導入することで合意。
- 2004年10月25日 - IruCaの概要を発表[8]。
- 2004年11月30日 - IruCaのモニター試験開始。
- 2005年2月2日 - ことでん全線とことでんバス、徳島西部交通高松駅～塩江～穴吹駅線に導入。
- 2006年11月1日 - 電子マネーの実証実験を高松天満屋と高松市内中心部の4商店街で開始。
- 2007年春 - 電子マネーのサービスを開始。
- 2007年12月13日 - 綜合警備保障の出入管理システムでIruCaを出入管理カードとして使用できるようになる。[9]
- 2008年2月1日 - IruCaポイントサービス開始。
- 2008年3月 - 栗林公園・玉藻公園や高松市美術館、高松市レンタサイクルなど、高松市内の公共施設に導入。
- 2009年2月1日 - MACHI-BUS（まちバス）に導入。
- 2009年4月 - 香川大学が学生証をIruCa一体型にする。
  - これに先行して2008年10月に教職員のIDカードをIruCaに切り替えている。ICカード乗車券と学生証の一体化は国立大学では初めてとなる。[10]
- 2010年1月5日 - 高松市の職員証を順次IruCa一体型のものにすると発表。
- 2010年8月18日 - 東芝ファイナンスと業務提携し、同社が加盟店開拓にあたり[11]、決済端末のリースも手がける。なお、現在はIBJL東芝リースに移管されている。
- 2011年1月11日 - 小豆島オリーブバスに導入。
- 2011年4月1日 - 高松市営レンタサイクルの支払にIruCaを導入[12]。導入に際して、「サイクルIruCa」（フリーIruCaのバリエーションの一つ）が販売された[13]。
- 2011年10月1日 - 小豆島と高松を結ぶ3航路に導入[14]。
- 2012年1月24日 - 百十四銀行が、同行と高松琴平電気鉄道との業務提携により、キャッシュカード・クレジットカード・カードローン・IruCa機能を一体化したカード「114SalutCa」（ひゃくじゅうしサリュカ）の取り扱いを開始[15]。ただし、クレジットチャージ・オートチャージは不可。
- 2012年3月20日 - 大川バスに導入。
- 2012年4月1日 - 路線休止により徳島西部交通が導入事業者から外れる。
- 2014年10月1日 - 満70歳以上高松市民限定の「ゴールドIruCa」（電車・バス運賃半額）がリリースされる。
- 2015年3月3日 - 発売10周年を記念した特別デザイン（3種類）のカード999枚が瓦町駅で限定販売され[16]、8分で完売した[17]。
- 2016年4月15日 - 観光客向けの「高松観光IruCa」（券面は高松市内の観光地の写真で、6カ国語のバージョンがある）の販売を開始[18]。
- 2017年10月1日 - 「ゴールドIruCa」の対象に綾川町民が追加される[19]。
- 2018年3月3日 - 琴電電車区間において、交通系ICカード全国相互利用サービスへの対応開始（Suica・ICOCA等10種類の交通系ICカードでの乗車およびチャージにのみ対応、運賃の割引なし）。なお、IruCaそのものでのSuicaエリア等への乗車は引き続き不可。
- 2019年3月2日 - ことでんバスにおいて交通系ICカード全国相互利用サービスへの対応開始[20][21]。
- 2021年10月1日 - 小豆島オリーブバスにおいて交通系ICカード全国相互利用サービスへの対応開始。

## カード券種
通常販売されているIruCaには以下の種類が存在する。
フリーIruCa
いわゆる無記名式IruCaで、券面の色は青色。持参人式で有効期限無し。
スクールIruCa
文字通り学生向けのIruCaで、券面の色はオレンジ色。購入時に学生証又は生徒手帳の提示を求められる。フリーIruCaに比べて回数割引率が高い。年度末ごとに更新手続きが必要。
シニアIruCa
カード発行時に満65歳以上であることを条件に発行されるIruCaで、券面の色は紫色。フリーIruCaに比べて回数割引率が高い。誕生日ごとに更新手続きが必要。
キッズIruCa
小児運賃対象年齢（6歳以上12歳未満の小学生）向けのIruCaで、券面の色はピンク色。常時小児運賃が適用になる替わりに、回数割引の設定がない。年度末ごとに更新手続きが必要。
グリーンIruCa
身体障害者手帳・療育手帳・被爆者手帳の交付を受けた人向けのIruCaで、券面の色は緑色。これを用いると、乗車時に身体障害者手帳・療育手帳・被爆者手帳を提示しなくても身障者割引運賃（50%割引）が適用される。回数割引の設定がない。6か月ごとに更新手続きが必要。
ゴールドIruCa
2014年10月に新設された、満70歳以上の高松市民および綾川町民限定で発行されるIruCaで、券面の色は金色（黄土色）。常時50%割引になる替わりに、回数割引の設定がない。6か月ごとに更新手続きが必要。
高松市民を対象とした創設直後には予想を上回る購入者のため、一時発売を見合わせ、約2ヶ月後に再開された。綾川町は2017年10月から開始
IruCa定期券
定期券専用のIruCaで、事前にチャージする事で乗り越し精算がフリーIruCaと同率の割引で適応される。バスやIruCa対応施設等での利用も可能。また期限内であれば電車の利用がなくてもバスへの乗り継ぎ割引が適応されるが、期限が切れた場合、乗り継ぎ割引が適応されない点がフリーIruCaと異なる。通勤用と通学用があるが、通学用でもスクールIruCaの機能は持たない。
フリーIruCaには小豆島限定デザインカード「オリーブIruCa」、大川バス限定デザインカード「Sma IruCa-Do」、高松市のレンタサイクル事業窓口で発行される「サイクルIruCa」、デジタルサイネージに対応した 「高松観光IruCa」もあり、乗車券機能はフリーIruCaに準ずる。この他、「114SalutCa（IruCa付）」（百十四銀行が発行するキャッシュカード・クレジットカード・カードローン・IruCa機能一体型カード）も同様である。
また、正規の旅客用ではないが、IruCa職務乗車証（従事者カード）が存在する。デザインはタイル目に黒と茶色で通称は"黒イルカ"。ことでん、ことでんバスの社員に支給される。

## サービス・割引案内

### 回数割引
| 利用回数（月間）                  | 利用回数（月間） | 10回以下        | 11～30回        | 31～40回        | 41～50回        | 51回以上        |
| フリーIruCa IruCa定期券（区間外） | 電車             | 5%              | 10%             | 20%             | 25%             | 30%             |
| フリーIruCa IruCa定期券（区間外） | バス             | 10%             | 15%             | 20%             | 30%             | 40%             |
| スクールIruCa                     | 電車             | 5%              | 15%             | 25%             | 30%             | 35%             |
| スクールIruCa                     | バス             | 15%             | 25%             | 30%             | 40%             | 50%             |
| シニアIruCa                       | 電車             | 5%              | 20%             | 30%             | 35%             | 40%             |
| シニアIruCa                       | バス             | 15%             | 30%             | 35%             | 45%             | 55%             |
| キッズIruCa                       | 電車             | 0%（小児運賃）  | 0%（小児運賃）  | 0%（小児運賃）  | 0%（小児運賃）  | 0%（小児運賃）  |
| キッズIruCa                       | バス             | 0%（小児運賃）  | 0%（小児運賃）  | 0%（小児運賃）  | 0%（小児運賃）  | 0%（小児運賃）  |
| グリーンIruCa ゴールドIruCa       | 電車             | 50%（大人運賃） | 50%（大人運賃） | 50%（大人運賃） | 50%（大人運賃） | 50%（大人運賃） |
| グリーンIruCa ゴールドIruCa       | バス             | 50%（大人運賃） | 50%（大人運賃） | 50%（大人運賃） | 50%（大人運賃） | 50%（大人運賃） |

この表での「バス」とは、ことでんバス・大川バスのIruCa対応路線のことを指す。なお、小豆島オリーブバスでは利用毎に一律13%の割引を実施する。

### 鉄道・バス乗り継ぎ割引
フリーIruCa・スクールIruCa・シニアIruCaの3つに有効。いずれもことでん各路線とことでんバスまたは大川バスを相互に同日中に乗り継いだ場合、電車又はバスの運賃から100円割引される。

### 再発行サービス
盗難や紛失等の場合、IruCa取扱窓口にて使用停止手配を行い、翌々日以降に再発行が可能。その際にデポジット500円と再発行手数料100円が必要となる。
フリーIruCa（無記名）は再発行出来ないが、情報登録を行う事で他のIruCa同様再発行が可能となる。

## IruCaの利用

### IruCaの購入
下記の駅・バス案内所にあるIruCa取り扱い窓口で購入する。IruCa定期は定期券代金、それ以外の場合は利用金額分として1500円を支払うとともに、デポジットとして500円を預ける。
- 琴平線：高松築港駅・片原町駅・瓦町駅・栗林公園駅・伏石駅・太田駅・仏生山駅・一宮駅・綾川駅・琴電琴平駅
- 長尾線：高田駅・長尾駅
- 志度線：瓦町駅（志度線口）・八栗駅・琴電志度駅
- バス：瓦町バス案内所

上記の他、フリーIruCa（無記名）に限りバス車内で発売しており、バス運転士に申し出ると購入できる。
フリーIruCaは身分証明書等が無くても購入できるが、スクールIruCaは生徒手帳や学生証、キッズIruCaとシニアIruCaは保険証などの年齢が証明できる公的な証明書、ゴールドIruCaは年齢に加えて住所・氏名も確認できる公的な証明書、グリーンIruCaは身体障害者手帳・療育手帳・被爆者手帳のいずれかの提示が必要である。
小豆島オリーブバスでは土庄港の同社窓口およびバス車内で、大川バスでは本社窓口および車内で発売する。

### IruCa定期券の購入
下記の駅にあるIruCa定期券取り扱い窓口で購入する。
- 琴平線：高松築港駅・片原町駅・瓦町駅・栗林公園駅・伏石駅・太田駅・仏生山駅・一宮駅・琴電琴平駅
- 長尾線：高田駅
- 志度線：八栗駅

※バスは従来の紙製定期券を使用する。
なお、IruCa定期券の発売に伴い、定期券発売駅が大幅に削減されたため、非定期券発売駅から最寄の定期券発売駅までことでん電車を利用する場合は無料で乗車できる。詳しくは駅係員か車掌に問い合わせられたい。

### IruCaの更新
フリーIruCa・高松観光IruCaとIruCa定期券以外の所持に当たって資格が必要なIruCaは、カードの使用に当たって有効期限があり、所持する本人が資格を有するかを確認する目的で「IruCaの更新」という作業が1年ないしは半年に一回必要である。カードの種類ごとに指定された時期に上記のIruCa取り扱い窓口へ、購入時に提示した物と同等の身分証明書と更新するIruCaを提示し、更新する旨を伝えると窓口の端末でカード内の情報を書き換え有効期限が延長される。なお、IruCa定期券や他社の類似サービス（My Suica、こどもICOCAなど）と違いカードに有効期限などは印字されない。各カードの更新日は次の通りである。
- スクールIruCa・キッズIruCa：毎年3月31日
- シニアIruCa：所持人の誕生日
- グリーンIruCa・ゴールドIruCa：購入日・前回の更新日から6ヶ月後の日

なお、更新の手続きは更新日の2週間前から受け付ける。
次回更新日はカードを使用する度に改札機や運賃箱のディスプレイに表示され、更新日の2週間前になると更新を促すメッセージが表示される。更新手続きを行わないまま更新日を過ぎるとカードが無効となり使用できなくなる。一旦無効になったカードは上記の更新期間以外でも窓口に持参すれば更新の上再度使用できる。

## 電子マネー

### 実証実験

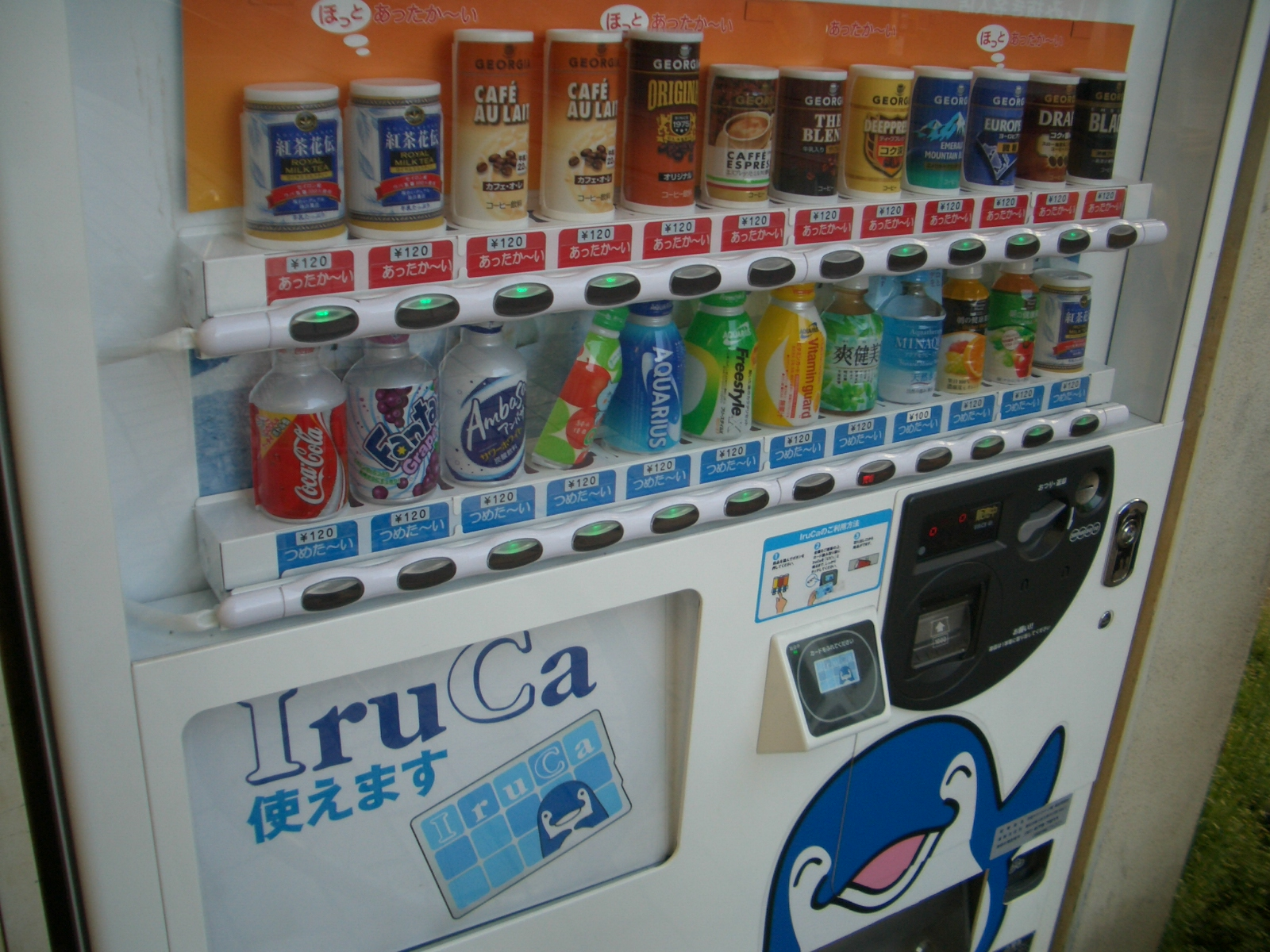
IruCa対応の自動販売機

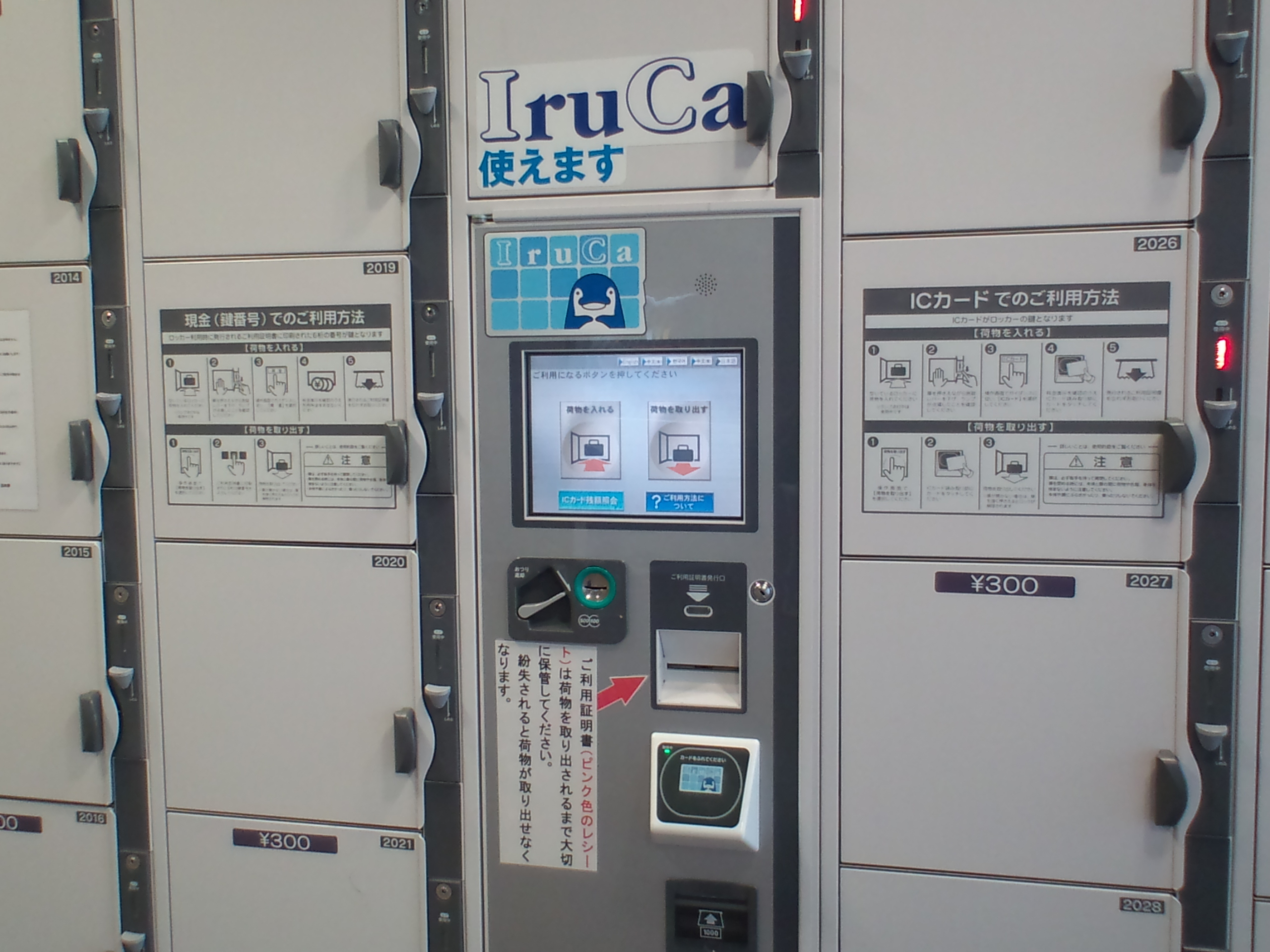
IruCa対応コインロッカー(瓦町駅)

- 2006年11月1日より電子マネーの実証実験を開始した。高松中央商店街の参加商店のほか、高松築港駅・片原町駅・瓦町駅・三条駅には、IruCa対応の飲料自動販売機も導入された。実証実験開始に伴って、記念ICカードとしては3回目となる電子マネー実証実験記念IruCa（使用者登録可能）も発売された。2007年春から正式なサービスを開始している。
- 店舗側に通信回線としてISDNの敷設が必須であるが、同回線は2025年までに提供終了となっていることから、代替の通信方法が提供されなければ電子マネー機能は停止することになる。光インターネット回線が増加しつつある現状、店舗にとっては通信回線の負担コストが増えることから、加盟店舗は減少傾向にある。

### サービス内容
- 主に高松中央商店街の店舗、ことでんの駅のコインロッカー、ことでんの駅や街中の自動販売機、一部コンビニ、一部有料駐車場で使用でき、高松市営駐輪場や高松市美術館などの公共施設、事業所向けの出入管理システムにも導入されている。
- IruCa電子マネー対応店舗での商品購入の場合、レジで店員にIruCaでの支払いを申告すると、店員がIruCa支払いのボタンを押し、買う側がリーダーにIruCaをタッチすることによって、タッチ音が鳴動する。
- 駅構内に設置されてある自動販売機は一部を除いてIruCa対応自動販売機になっており、他の電子マネー同様、購入する商品のボタンを先に押してからIruCaをタッチする。
  - 2007年1月31日まで、IruCaで購入すると10円の値引きが自動的に行われる試みも実施されていた。
- 2007年春のサービス開始時点では、IruCaで支払い可能な自動販売機やコインパーキングなどが登場しただけで、コンビニエンスストアや飲食店などの店舗にはまだまだあまり浸透しておらず、上で述べた高松中央商店街以外には全くと言っていいほど対応店舗が無いのが実情だったが、2011年現在、琴電の路線から少し離れたコンビニ（セブン-イレブンの一部店舗）[26]や、書店（宮脇書店）、屋島ドライブウェイの通行料金など、郊外でも使用できる店舗が少しずつではあるが増加している。地元住民の間では「グループ企業のタクシー会社"ことでんタクシー"の運賃の支払いにIruCaカードが使用できれば便利ではないか」と言う声も上がっている[要出典]。

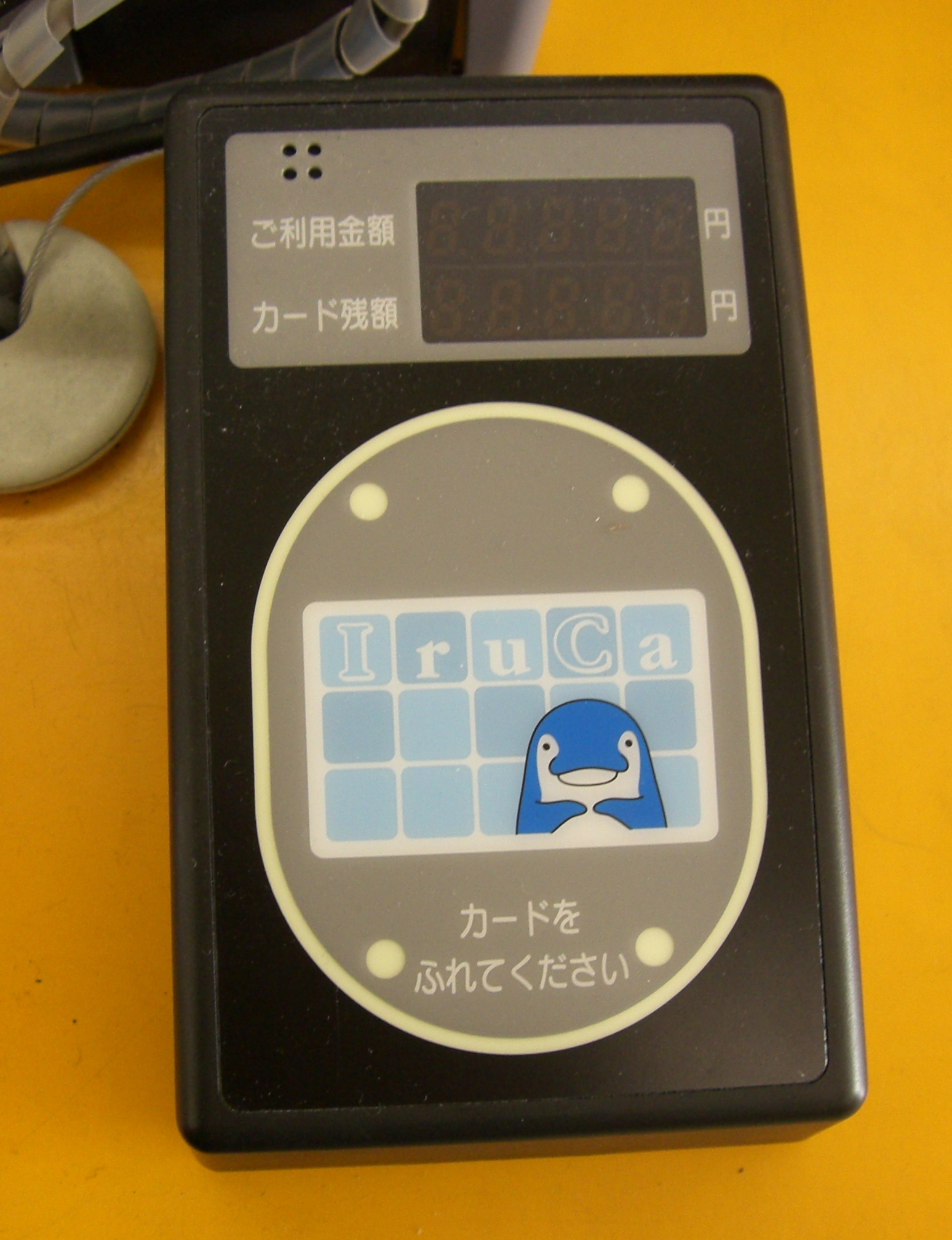
コンビニエンスストアに設置されたIruCaリーダ。電子マネー利用店舗はすべてこのリーダを使用している。

### ポイントサービス
IruCaポイントとは、IruCaでのショッピングに対してポイントが貯まり、ポイントをIruCaの残額へ交換できるサービスである。カードの種類に関係なくどのカードでも無条件で電子マネーによるショッピングにポイントが溜まる。加盟店舗に関係なくポイントの獲得条件が100円で1ポイントである点や、ポイントの有効期限が取得した全ポイントに対して「ショッピング最終利用日から2年」である点（すなわち、最低でも2年に1回ショッピングを利用すればポイントは1ポイントも失効しないシステムである）そして、定期的に開催が予定されている「ポイントを2倍ないしは3倍上乗せするキャンペーン」など、ポイントが貯めやすいシステムとなっている。

## 利用の方法

### ことでん電車
自動改札機は高松築港・片原町・瓦町の3駅に、それ以外の駅には簡易型改札機を設置している。ことでんは磁気化券を導入しておらず、IruCa導入時に設置された全ての自動改札機がICカード専用となっており、JRで購入した企画きっぷ等を含めた全ての（紙製の）切符で有人改札を通る必要がある。

#### 乗る時
残額が最低10円あれば入場可能。自動改札機又は簡易改札機の読み取り部分に軽くタッチする。ピッ又はピピッという音がしたら通れる。もしピピピピピ又はピーと鳴った場合はディスプレイに通れない事が表示される。残金が不足した場合はチャージ（入金）し、処理未了の場合はもう一度タッチし直し、出場記録なしの場合は駅員又は乗務員に知らせる必要がある。

「タッチ&ゴー」の動き

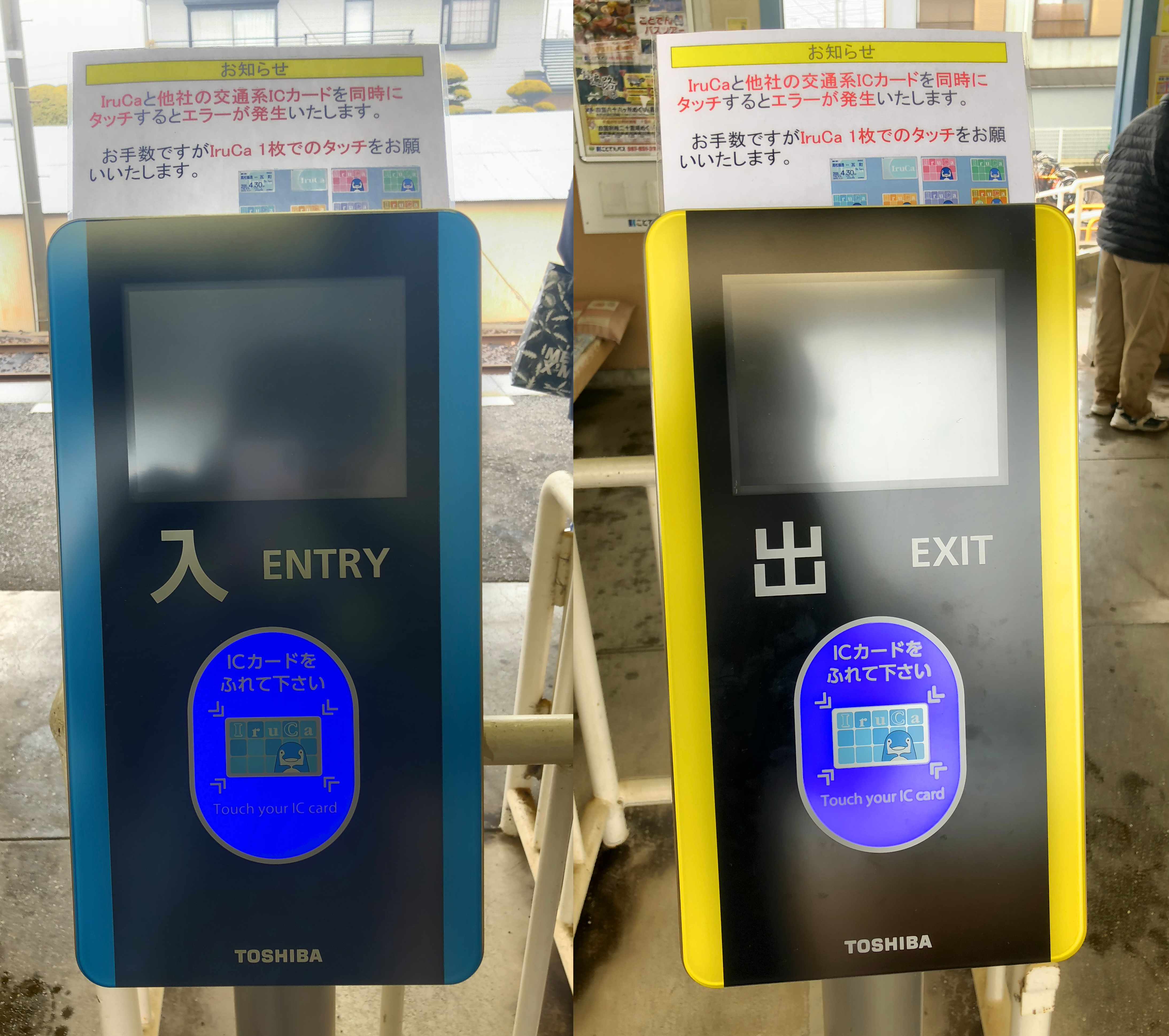
IruCa簡易リーダー（他社カード対応・左が入場用、右が出場用）

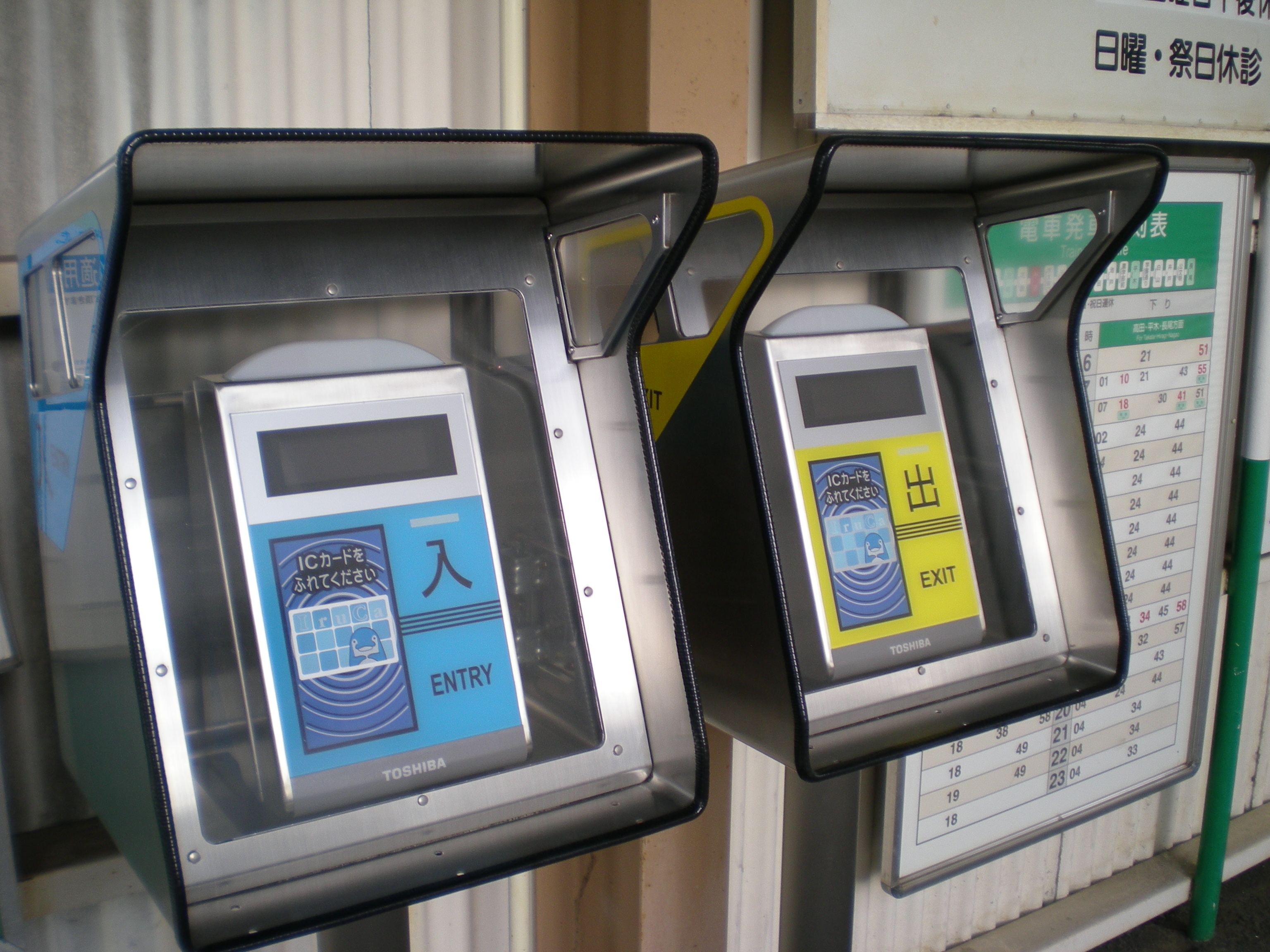
駅に設置された簡易IruCaリーダー（更新前）

#### 降りる時
自動改札機又は簡易改札機の読み取り部分に軽くタッチする。ピッ又はピピッという音がしたら通れる。もしピピピピピ又はピーと鳴った場合はディスプレイに通れない事が表示される。残金が不足した場合はチャージ（入金）し、処理未了の場合はもう一度タッチし直し、入場記録なしの場合は駅員または乗務員に知らせる必要がある。

#### 改札機タッチ時の音の意味
JR系や大手私鉄などのICカード（Suicaなど）と同一である。
- 「ピッ」 定期券入出場
- 「ピピッ」 SF入出場
- 「ピピピピピ」 タッチ不良・処理未了(再タッチをする。)自動改札機では、そのまま通過しようとすると扉がしまり、「ピンポン」（改札機通過不可）のサイン音が鳴る。
- 「ピー」 利用不能、残金不足、入場記録無(出場時)、出場記録無(入場時)などのエラー。 自動改札機では、そのまま通過しようとすると扉がしまり、「ピンポン」（改札機通過不可）のサイン音が鳴る。

### バス

#### 乗る時
乗車時に、乗車用センサーにカードを軽くタッチする。ピッいう音がしたら正常に乗車処理が行われて乗車できる。もしピピピピピとなり、「もう一度タッチしてください」と表示された場合は、再度タッチしてみる。ピーと鳴り「このカードは使用できません」とともにエラーコードが表示された場合は、ひとまず整理券を取って乗車し、乗務員に確認を依頼する。

#### 降りる時
下車時に、運賃箱横にある下車用センサーにカードを軽くタッチする。ピッいう音がしたら正常に乗車処理が行われて下車できる。もしピピピピピとなり、「もう一度タッチしてください」と表示された場合は、再度タッチしてみる。ピーと鳴った場合は、表示内容によって運転士の指示に従う。
- 乗車時処理未了の場合

乗車停留所がわかれば運転士の機器操作により処理できる。
- 残高不足の場合

チャージしてから、再度タッチする。
- その他の場合

エラーコードが表示されるため、指示に従う。
利用者ミスによるエラーは、残高不足のほか、シニアIruCaなど、更新期限のあるIruCaカードの期限切れが多く、車内ポスターで注意を促している。更新期限切れの場合、車内で期限更新はできないため、その場は現金で無割引の運賃を支払うことになる。

#### バスでのセンサータッチ時の音とその意味
バスでは、ICカード定期券は発売していないため、鉄道とは多少異なる。また、合成音声による案内もおこなわれる。
- 「ピッ」正常 センサー両脇のランプが緑色点灯する。
- 「ピピピピピ」タッチ不良・処理未了（再タッチをする。）
- 「ピー」利用不能。センサー両脇のLEDが赤色点灯する。また、エラーコードがデジタル表示される。
- 「カード残高が不足です」（アナウンス） 残額不足。運賃を現金で支払うか、カードにチャージする。

### チャージ（入金）

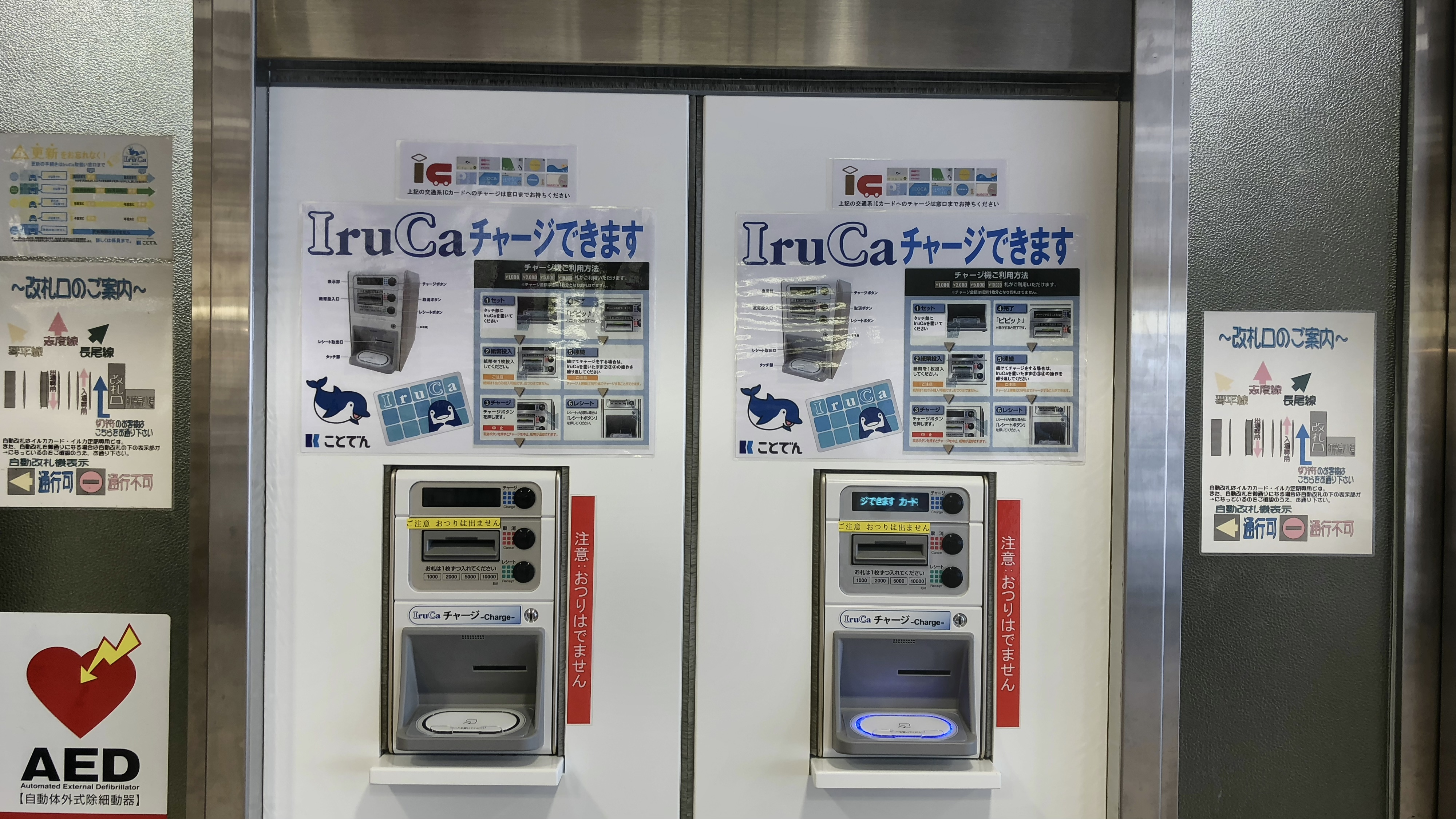
IruCaチャージ機（2018年更新）(瓦町駅)

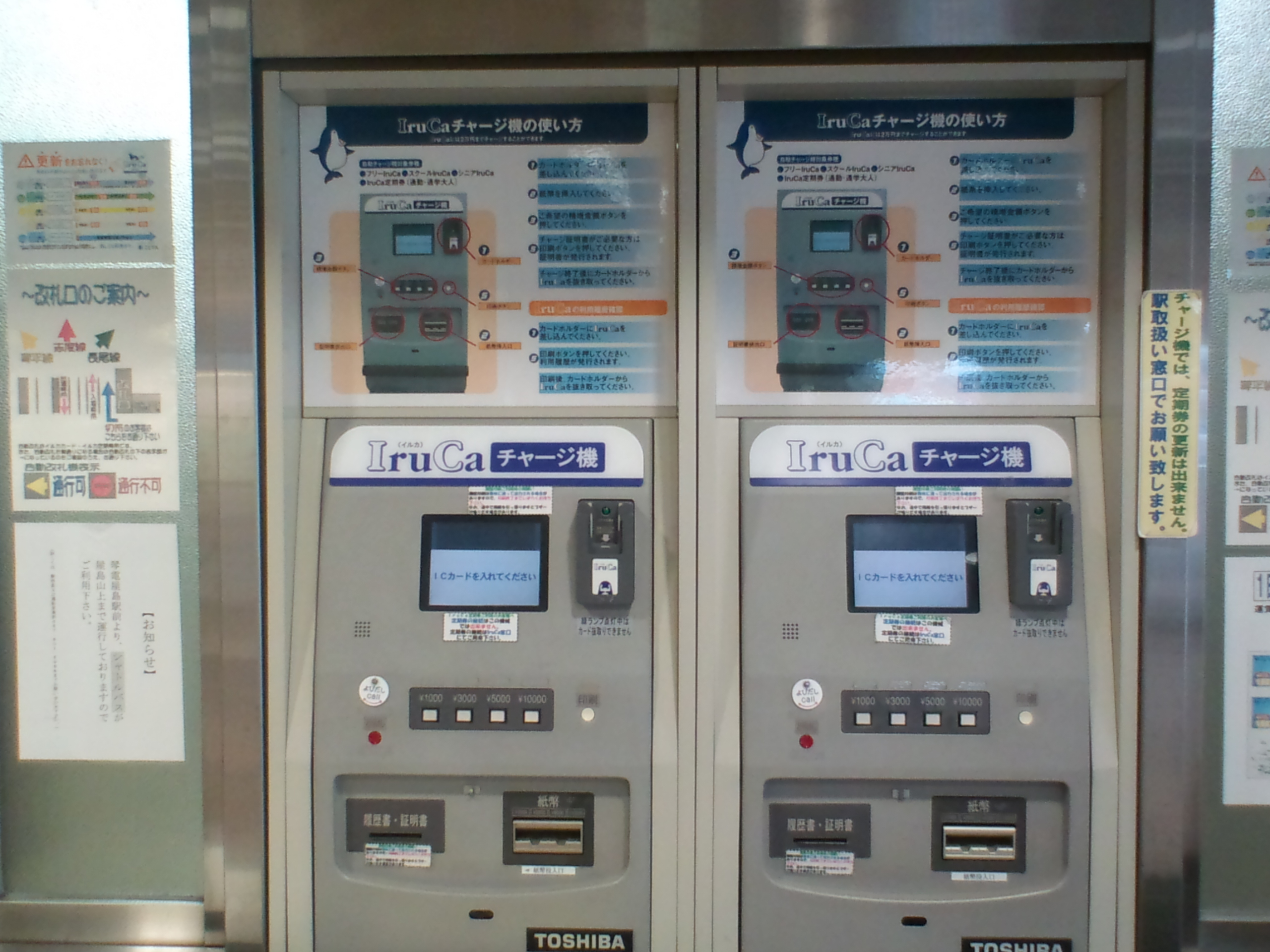
IruCaチャージ機（更新前）(瓦町駅)

#### 電車・バス共通
- IruCa取扱窓口でチャージを申し出る。千円単位で、最高限度額を超えない範囲でチャージできる。チャージ（入金）明細書が発行される。

#### ことでん電車
- 列車内で車掌に申し出る。車掌が携帯する端末により、500円、1,000円、3,000円、5,000円、10,000円単位で最高限度額までチャージできる。チャージ（入金）明細書は原則として発行されない。つり札の対応は、車掌の所持状況による。
- 高松築港・片原町・瓦町・太田・仏生山の各駅に設置の自動チャージ（入金）機にてチャージ（入金）する。ただし、チャージできない券種がある。1,000円、3,000円、5,000円、10,000円単位で最高限度額までチャージできる。明細書は入金後、ボタンを押せば発行される。つり札の払い出しができる。（1万円札を投入後、1,000円のボタンを押すと、1,000円札9枚がお釣りとして払い出される。）

#### バス車内
バス停車時にバス運転手に申し出る。千円札専用で、千円単位で5,000円までチャージできる。5000円札、10000円札しかない場合運転手に申し出ると1000円札との両替ができる。なお、バス車載機では「積増」と表記、案内されているが、「チャージ（入金）」と同意である。
- 利用客が、運転士にチャージする旨と金額を申告する。
- 運転士が、運転士用操作盤の「積増」ボタンと（ピッと操作確認音が鳴る。金額表示欄に「-SEL-」と表示される。）「金額」ボタンを押す。金額が表示され、「積み増しします。カードをおいてください。」と案内される。
- 利用者自身で、IruCaをセンサーにおく。「紙幣を挿入してください。」と案内される。
- 利用客自身で、千円紙幣を、申告した金額分、両替用紙幣挿入口に挿入する。
- 挿入紙幣が申告した金額に達すると「積み増ししました。」と案内され、チャージは終了する。

#### 商店街など
- 電子マネーサービスの対応店舗増加に伴い、高松市内中心部の商店街や香川県庁・高松市役所・香川大学など20ヶ所に自動チャージ（入金）機が設置され、利用者の利便性が向上した[28]。興味深いものとして、百十四銀行・香川銀行のATMコーナーに設置されたチャージ機もある。これらは、駅に設置されているチャージ機とは別機種で、操作方法や機能に一部相違点がある。
  - 釣り札に対応していない。挿入した紙幣全額がチャージされる。
  - 紙幣1枚ごとに、入金ボタンの操作が必要である（駅の自動チャージ機にある金額ボタンがない。）
  - 入金明細書は入金後ボタンを押すと発行される。残高確認は可能だが、駅の自動チャージ機にある明細印字機能は備えていない。
- 2010年には高松市役所の住民票写し等の交付手数料の決済手段として使えるようになった[29]だけでなく、初めてPOSレジ連動リーダが導入され迅速な窓口業務で利用者の利便性が向上した。
- 2011年より香川県庁内の売店・食堂・喫茶室の支払にも使えるようになり、県庁職員を始め来庁者や利用者の利便性が向上した。

### その他特記事項
- 鉄道線には駅を指定した途中下車の制度があるが、IruCa利用の場合には適用されない。
- 入場直後であれば同じ駅の自動改札を通り出場できるキャンセル機能がある（SuicaやICOCAの場合、有人改札で出場処理してもらう必要がある）。

## 114SalutCa
114SalutCa（ひゃくじゅうしサリュカ）は、百十四銀行が2012年1月24日から取り扱いを開始したカードで、自行のキャッシュカードとクレジットカード（JCBまたはVISA）、カードローン（オプション扱い）、IruCa機能を一体化した一体型カードで、IruCa機能がないタイプや、クレジットカード単体型カードも取り扱っている。
キャッシュカードとしては、百十四銀行のATMの時間外・休日利用手数料が無料となり、クレジットカード年会費が初年度は無料、2年目以降は一定の条件を満たしていれば無料となる。
IruCaとしての取り扱いは、記名式フリーIruCaと同じ取り扱いとなり、現金チャージのみしか方法がない。
オートチャージやチャージ機でのクレジットチャージ等、SalutCaクレジット・キャッシュカード機能との連携は一切考慮されていないので注意が必要である。

## 他事業者との共通利用

ICカード間の相互利用関係（クリックで拡大）。

IruCa導入に先立つ2002年2月25日、高松琴平電気鉄道、伊予鉄道、土佐電気鉄道（現・とさでん交通）、JR四国の4社は、各社で使用できる「四国共通カード」（仮称）を、2014年を目処に導入することで合意した。JRを除く各社は、当社のほかICい〜カード（伊予鉄道）、ですか（土佐電気鉄道）と2009年までにICカード乗車券の導入を完了した。しかし、共通カード化に向けた動きは伝えられていない。JR四国は2010年に就任した泉雅文社長の就任決定時の記者会見で、将来的にICカードの導入を進めたい考えを示し、「4 - 5年程度でセットしないといけないだろう」と述べたが、共通カード化については言及しなかった。IruCaの相互利用に関しては2011年に「まず、香川県限定でJRと相互利用できないか検討中」とコメントがあった。その後、2012年3月17日より高松駅・坂出駅に限りICOCAが導入された。2012年7月30日にJR四国はJR西日本とともに、2014年春以降、予讃線の一部と瀬戸大橋線へICOCAを導入すると発表し、2014年3月より香川県内で運用を開始した。JR四国は独自のICカードは導入した場合、JR西日本との相互利用が難しくなる点やICカードの導入コストを抑制するためJR西日本のICOCAを導入することで決着した。ただしJR四国の駅で発売するICOCAは独自デザインとなる。
JR四国のICOCA導入発表後に、IruCaを含めた四国の他のICカード乗車券との相互利用についての見解は表明されていなかった。なお、IruCa（およびICOCA）がサイバネ規格を採用しているのに対し、ですかやICい～カードは非サイバネ規格であるため、現在のカードでは短期的な共通化は困難との指摘がある。
国土交通省は2015年7月15日に公表した「交通系ICカードの普及・利便性拡大に向けた検討会　とりまとめ」の中で、IruCaを含む（相互利用対象外となっている）「地域独自カード」について、全国相互利用可能となっている10カードの「片利用共通接続システム」を構築することで、相互利用可能10カードを独自カード導入交通機関で利用可能にすることを検討するとしていた。
2017年3月4日付の四国新聞によると、2017年度中を目処に、SuicaやICOCAなど、交通系ICカード全国相互利用サービスで使えるICカードを、琴電の電車全路線で使えるようにするとの報道があり、9月28日にはJR側からも正式発表が行われた。相互利用ICカード使用のための事業費は約8億3700万円で、1/3を国の助成で賄い、香川県および沿線自治体（3市4町）も支援を拠出する。
2018年1月22日、琴電における全国相互利用サービス対象のICカードの通用を同年3月3日に開始すると発表され、予告通り3月3日より導入された。
また、将来は相互利用サービス対象ICカードの利用範囲を、ことでんバスが運行する高松空港リムジンバス等に拡大することも検討すると報じられていたが、2019年3月2日からはことでんバス全線（高松空港リムジンバス含む）にも全国相互利用サービス対象のICカードの通用が開始されている。
なお、共通利用開始後も片利用のみでIruCaは他社線では利用できず、一方全国相互利用サービス対象ICカードではIruCaを導入している大川バス・コミュニティバス等のバス路線やIruCa用電子マネー端末の利用はできない。また、IruCaの各種割引も相互利用の他ICカードでは適用されない。